# The Plot
The Plot (en hangul, 설계자; romanización revisada, Seolgyeja; literalmente, «El diseñador») es una película surcoreana escrita y dirigida por Lee Yo-sup, y protagonizada por Gang Dong-won, Lee Moo-saeng y Lee Mi-sook. Es una adaptación del filme Accident (2009) dirigido por Soi Cheang. Se estrenó en Corea del Sur el 29 de mayo de 2024.

## Sinopsis
Nadie sabe que las muertes simuladas como accidentes accidentales son en realidad asesinatos minuciosamente planificados por Yeong-il (Kang Dong-won), el diseñador que manipula los asesinatos por encargo para convertirlos en muertes accidentales. Una nueva solicitud llega a Yeong-il, quien ha manejado perfectamente el reciente objetivo sin ninguna evidencia. El objetivo esta vez es una figura influyente a la que todos los medios y el mundo están prestando atención. Aunque es una solicitud arriesgada en la que se podría descubrir su identidad si hay incluso una pequeña brecha, Young-il decide asumirla junto con sus compañeros de equipo Jackie (Lee Mi-sook), Wol-cheon (Lee Hyun-wook), y Jeom-man (Tang Jun-sang). Después de una minuciosa planificación y preparación previa, en el momento en que finalmente se pone en marcha, surge una variable inesperada en el plan de Youngil.

## Reparto
- Gang Dong-won como Yeong-il, un diseñador que hace aparecer los asesinatos por encargo como muertes accidentales.[3]
- Lee Moo-saeng como Lee Chi-hyeon, director general de Banwol Insurance, a cargo de la gestión de accidentes.[4]
- Lee Mi-sook como Jackie, asociada de Yeong-il y veterana con experiencia.[4]
- Kim Hong-pa como Joo Seong-jik, candidato a fiscal general y objetivo de Yeong-il.[4]
- Kim Shin-rok como Yang Kyeong-jin, detective del Departamento de Investigación de Accidentes de la Comisaría Central de Policía de Seúl.[4]
- Lee Hyun-wook como Wol-cheon, socio de Yeong-il y maestro del disfraz.[4]
- Lee Dong-hwi como Hauser, un youtuber que crea problemas en línea.[4]
- Jung Eun-chae como Joo Young-seon, abogada y clienta de Yeong-il.[4]
- Tang Joon-sang como Jeom-man, un hombre tímido, el miembro del equipo más joven.[4]

### Apariciones especiales
- Lee Jong-suk como un colega que se asoció con Yeong-il para manejar un caso de asesinato por encargo.[5][6]

## Producción
La compañía productora es Zip Cinema. El costo neto de producción fue de 10 100 millones de wones; el presupuesto total, incluyendo los gastos de distribución y mercadeo (unos 3000 millones de wones) y el fondo de reserva (300 millones), fue de aproximadamente 13 400 millones de wones. Para lograr el punto de equilibrio se estimaba que debería obtener alrededor de dos millones y medio de espectadores, incluyendo ventas adicionales y servicios de vídeo bajo demanda. Existía la posibilidad de que el punto de equilibrio bajara en función de la venta de derechos de exhibición en el Festival de Cannes.
The Plot está basada en la película de Hong Kong Accident (2009), dirigida por Soi Cheang. La versión surcoreana, que mantenía el título original en fase de producción para cambiarlo por El diseñador (original coreano) antes de su lanzamiento, está escrita y dirigida por Lee Yo-seop. El propósito de su obra era, según declaró, expresar «la dificultad de alcanzar la verdad y el caos de intentar encontrar la verdad en medio de tanta información». En ella hace una aparición especial Lee Jong-suk, aparición que justificó el director con la necesidad de establecer un contraste con la imagen oscura que tiene el personaje Yeong-il.
El rodaje concluyó el 15 de febrero de 2022. El 23 de abril de 2024 la productora de la película confirmó que se estrenaría el 29 de mayo y lanzó un cartel y un avance del filme. El 8 de mayo distribuyó el cartel y el avance principales, y al día siguiente algunos fotogramas de los personajes protagonistas.El 23 de mayo se llevó a cabo el pase previo para la prensa en el Lotte Cinema World Tower, en Songpa-gu, Seúl, al que asistieron el director Lee Yo-seop y los actores Kang Dong-won, Lee Moo-saeng, Lee Mi-sook, Lee Hyun-wook, Jeong Eun-chae y Tang Jun-sang.

## Estreno y recepción
Se estrenó en su país el 29 de mayo de 2024 en 1345 salas, y fue la primera en taquilla los dos primeros días de exhibición, con más de 170 000 espectadores. Perdió la posición al tercer día, superada por Furiosa: de la saga Mad Max. Al 25 de junio había vendido 525 000 entradas, con unos ingresos totales de 3 394 607 dólares, situándose por este concepto en la duodécima posición entre las películas surcoreanas estrenadas en 2024.
A partir del 18 de junio, teniendo en cuenta los modestos resultados de la taquilla, se lanzó también en varias plataformas de vídeo bajo demanda para llegar a un público más amplio, como KT Genie TV, SK Btv, LG U+ TV, Home Choice, Google Play y otras. Por lo que respecta a su distribución internacional, vendió los derechos de exhibición en 41 países de todo el mundo, incluyendo casi todos los asiáticos.

### Crítica
Soi Cheang, director de la obra original Accident, elogió la película: «el director Lee Yo-seop encontró su propia dirección sin dejarse influenciar por el trabajo original. The Plot se basa en el trabajo original pero ha sido reestructurado en una nueva historia. A diferencia del trabajo original con un punto de vista subjetivo, mira el panorama más amplio y es un buen trabajo aunque es diferente del original».
La acogida del público fue tibia: el índice Golden Egg, que recopila opiniones reales de la audiencia, no superó el 61 %. Muchos espectadores lamentaron el confuso desarrollo de la trama y el final abierto. Los juicios de la crítica surcoreana tampoco fueron en general positivos para la película. Así, Kim Eun-hyung (Hani) cree que ni siquiera la presencia del experimentado Gang Dong-won logra salvarla, ya que carece de un plan que transmita la intención y el mensaje en detalle, en contraste con la película original. Para Kim, se trata de «un trabajo decepcionante que no incluyó adecuadamente la trama más importante mientras intenta incluir demasiado».
Baek Soo-jin (Chosun) escribe que la película no es aburrida y mantiene la curiosidad hasta el final, pero no logra que el espectador se sumerja en la historia. Califica de sólidas las actuaciones de Gang Dong-won, Lee Mi-sook, Kim Shin-rok y Lee Moo-saeng, pero señala como un defecto del guion la poca profesionalidad que muestran en su trabajo. Sin embargo, el mayor problema es el final, que parece un simple giro «cuyo propósito es simplemente engañar a la audiencia».
Choi Young-joo, en No Cut News, elogia el trabajo de los actores y en particular de Gang Dong-won, pero escribe que «aunque el material y el tema de la historia que quiere contar eran interesantes, el diseño de la película no es lo suficientemente sólido para reflejarlo plenamente [...] La primera mitad pretende ser densa y tensa según el diseño original. Sin embargo, a partir de la segunda mitad, el diseño se centra gradualmente en la palabra clave "coincidencia" y los eventos que dependen de ella, y el mundo expandido no se maneja adecuadamente, e incluso la tensión se pierde».
Para Won Jong-bin (Oh My News), el gran problema de la película es la falta de un plan que le dé consistencia: «es incapaz de mantener el equilibrio y oscila entre un drama criminal y un drama psicológico. Al intervenir en las áreas de cada uno, crean un efecto sinérgico. Casi parece que las apasionadas actuaciones de los actores son en vano. Naturalmente, el mensaje social de que "siempre debes dudar de la verdad en la que crees" tampoco ve la luz».
Kim Cheol-hong (Cine 21) escribe sobre el significado del filme que «Yeong-il revela su deseo de ir más allá de su posición y alcanzar una posición omnisciente para controlarlo todo, lo que hace que The Plot no sea solo una película de género, sino una obra de múltiples capas que describe nuestra realidad». Un elemento esencial que la diferencia de su modelo Accident es que los acontecimientos importantes en aquella implican cuestiones políticas, por lo que se sale de la etiqueta del género. Como nota negativa, «el hecho de que la mayoría de los personajes, incluido su personaje Yeong-il, sigan caminos predecibles también parece ser un inconveniente para una película de suspenso».